# ثيين
ثيين (بالإيطالية: Thiene)‏ هي بلدية إيطالية، تقع في مقاطعة فيشنزا، بلغ عدد سكانها 24,280 نسمة بحسب إحصائيات 2017، تبلغ مساحتها 19.7 كيلومتر مربع، ورمزها البريدي 36016.

## الموقع
تشترك في الحدود مع:
- مالو
  - Zugliano [الإنجليزية]‏
  - مارانو فيسينتينو
  - Zanè [الإنجليزية]‏
  - سارسيدو
  - فيلافيرلا

## مدن توأم
المدن التوأم:
- ساو كايتانو دو سول
- آبت (فوكلوز)
- مالي لوسيني